# Aleksandr Kovalenko
Pour les articles homonymes, voir Kovalenko.
Aleksandr Kovalenko (russe : Александр Коваленко), né le 8 mai 1963 à Babrouïsk, est un athlète biélorusse spécialiste du triple saut.
Le 18 juillet 1987, Aleksandr Kovalenko établit la meilleure performance de sa carrière en sautant 17,77 m lors du meeting de Briansk. Cette marque constitue l'actuel record national de Biélorussie. Sélectionné pour les Championnats du monde d'athlétisme de Rome, il échoue au pied du podium avec 17,38 m, terminant à cinq centimètres de son compatriote Oleg Sakirkin, médaillé de bronze. Il obtient le meilleur résultat de sa carrière dès l'année suivante en remportant la médaille de bronze des Jeux olympiques de 1988 où il est devancé par le Bulgare Khristo Markov et par son compatriote Ihar Lapchyne.

## Palmarès
| Date | Compétition                | Lieu      | Place | Marque  |
| ---- | -------------------------- | --------- | ----- | ------- |
| 1987 | Championnats du monde      | Rome      | 4e    | 17,38 m |
| 1988 | Jeux olympiques            | Séoul     | 3e    | 17,42 m |
| 1992 | Jeux olympiques            | Barcelone | 7e    | 17,06 m |
| 1992 | Coupe du monde des nations | La Havane | 5e    | 16,85 m |